# Richard Hill (Historiker)
Richard Leslie Hill (geb. 18. Februar 1901 bei Ramsbury (Wiltshire); gest. 21. März 1996 in Oxford) war ein britischer Historiker, der Pionierarbeit zum Thema der Geschichte des Sudan im 19. Jahrhundert leistete. Er war Gründer des Sudan Archive in Durham.

## Leben
Richard Hill verbrachte die ersten Jahre seiner Kindheit in Ramsbury. 1913 emigrierte seine Familie nach Neuseeland. Als sich nach der Schulausbildung seine Absicht in die Australische Armee einzutreten nicht verwirklichte, kehrte er nach England zurück und schrieb sich zuerst am St Augustine’s College in Canterbury und später am College St Edmund Hall der University of Oxford ein, wo er Geschichte hörte und 1926 mit dem Bachelor of Letters abschloss. Von 1927 bis 1945 war Hill in verschiedenen Posten bei der Sudan Railways in der britischen Verwaltung des Sudan tätig und lehrte danach bis 1949 am University College von Khartum Geschichte des Nahen Ostens. Von 1949 bis 1966 war er Dozent für Geschichte des Nahen Ostens an der Durham University und hatte in dieser Zeit Gastprofessuren an der University of California, Santa Barbara, an der Simon Fraser University und an der Ahmadu Bello University inne. Seinen Ruhestand verbrachte Hill in Oxford.

## Leistungen
Wie auch Harold MacMichael, Anthony John Arkell und P. M. Holt gehörte Hill zu jener Generation britischer Historiker, die ihr wissenschaftliches Interesse am Sudan entwickelten, als sie dort als Verwaltungsbeamte tätig waren. Hill war Autor einiger Werke, die bis heute Standardreferenzwerke zur Geschichte des modernen Sudan bilden: Dazu gehören die 1939 veröffentlichte Publikation Bibliography of the Anglo-Egyptian Sudan, in der erstmals Quellen zur Geschichte des Sudan verzeichnet wurden, und die 1951 veröffentlichte Publikation A Biographical Dictionary of the Anglo-Egyptian Sudan, ein biographisches Lexikon zu historischen Personen des Sudan. Hill war Herausgeber und teilweise Übersetzer von mitunter seltenen Reise- und Erlebnisberichten über den Sudan des 19. Jahrhunderts. 1957 gründete er an der Durham University das Sudan Archive, um dort Dokumente zu sammeln, die sich nach Auflösung des Anglo-Ägyptischen Sudan im Privatbesitz der ehemaligen Beamten befanden. Für seine Forschungsleistungen wurde Hill 1991 von der Durham University ehrenhalber der Doctor of Letters verliehen.

## Publikationen (Auswahl)

### Als Autor
- Bibliography of the Anglo-Egyptian Sudan from the Earliest Times to 1937 (1939)
- A Biographical Dictionary of the Anglo-Egyptian Sudan (1951); überarbeitete Ausgabe: A Biographical Dictionary of the Sudan (1967)
- Egypt in the Sudan, 1820–1881 (1959)
- Sudan Transport, a History of Railway, Marine and River services in the Republic of the Sudan (1965)
- Slatin Pasha. London : Oxford University Press, 1965
- (zusammen mit Peter C. Hogg) A Black Corps d’Élite: An Egyptian Sudanese conscript battalion with the French Army in Mexico, 1863–1867, and its survivors in subsequent African history (1995)

### Als Herausgeber
- On the Frontiers of Islam: Two Manuscripts concerning the Sudan under Turco-Egyptian Rule, 1822–1845 (1970)
- (zusammen mit Elias Toniolo) The Opening of the Nile Basin: Writings by members of the Catholic Missions to Central Africa on the geography and ethnography of the Sudan, 1842–1881 (1974)
- The Europeans in the Sudan, 1834–1878. Some manuscripts, mostly unpublished, written by traders, Christian missionaries, officials, and others. (1980)
- The Sudan Memoirs of Carl Christian Giegler Pasha, 1873–1883 (1984)